# Sermyle kujawskii
Sermyle kujawskii är en insektsart som beskrevs av Oliver Zompro 1998. Sermyle kujawskii ingår i släktet Sermyle och familjen Diapheromeridae. Inga underarter finns listade i Catalogue of Life.